# Susannit
Susannit ist ein selten vorkommendes Mineral aus der Mineralklasse der „Carbonate und Nitrate“. Es kristallisiert im trigonalen Kristallsystem mit der Zusammensetzung Pb4[(OH)2|(CO3)2|SO4], ist also chemisch gesehen ein Blei-Doppelsalz.
Susannit findet sich meist in Form millimetergroßer, isometrischer und rhomboedrischer Kristalle. In reiner Form ist er farblos und durchsichtig. Durch vielfache Lichtbrechung aufgrund von Gitterbaufehlern oder multikristalliner Ausbildung kann er allerdings auch weiß erscheinen und durch Fremdbeimengungen eine hellgrüne, hellgelbe oder braune Farbe annehmen. Die Strichfarbe ist jedoch immer Weiß.

## Etymologie und Geschichte
Erstmals entdeckt wurde Susannit in der „Susanna Mine“ (auch „Glennery Scar“-, „Susanna“-, „Portobello“, „Humby“- oder „Lead“-Gang) bei Leadhills in Schottland im Vereinigten Königreich.
Eine erste Erwähnung des Minerals erfolgte 1820 durch Henry James Brooke, der das Sulphato-tricarbonat des Bleis von Leadhills analysierte und seine Form als rhomboedrisch (trigonal) beschrieb. Wilhelm Ritter von Haidinger hielt die Form dagegen für zwei- und eingliedrig (monoklin und triklin) und gab dem Mineral 1845 in Anlehnung an seine Typlokalität den Namen Susannit (bzw. Suzannit). Spätere Untersuchungen durch Brooke und Miller ergaben allerdings, dass in Leadhills zwei Bleidoppelsalze von gleicher Zusammensetzung vorkommen, von denen Leadhillit monoklin und Susannit trigonal (rhomboedrisch) ist.

## Klassifikation
In der veralteten 8. Auflage der Mineralsystematik nach Strunz gehörte der Susannit zur Mineralklasse der „Sulfate, Chromate, Molybdate, Wolframate“ und dort zur Abteilung „Wasserfreie Sulfate mit fremden Anionen“, wo er gemeinsam mit Caledonit, Burkeit, Hanksit, Leadhillit und Wherryit in der „Burkeit-Hanksit-Gruppe“ mit der Systemnummer VI/B.05 steht.
In der zuletzt 2018 überarbeiteten Lapis-Systematik nach Stefan Weiß, die formal auf der alten Systematik von Karl Hugo Strunz in der 8. Auflage basiert, erhielt das Mineral die System- und Mineralnummer VI/B.13-070. Dies entspricht der Klasse der „Sulfate, Chromate, Molybdate und Wolframate“ und dort der Abteilung „Wasserfreie Sulfate, mit fremden Anionen“, wo Susannit zusammen mit Grandreefit, Lanarkit, Leadhillit, Macphersonit, Olsacherit und Pseudograndreefit eine unbenannte Gruppe mit der Systemnummer VI/B.13 bildet.
Die von der International Mineralogical Association (IMA) zuletzt 2009 aktualisierte 9. Auflage der Strunz’schen Mineralsystematik ordnet den Susannit in die Klasse der „Carbonate und Nitrate“ und dort in die Abteilung „Carbonate mit zusätzlichen Anionen; ohne H2O“ ein. Hier ist das Mineral in der Unterabteilung „Mit Cl, SO4, PO4“ zu finden, wo es zusammen mit Leadhillit und Macphersonit die „Leadhillitgruppe“ mit der Systemnummer 5.BF.40 bildet.
In der vorwiegend im englischen Sprachraum gebräuchlichen Systematik der Minerale nach Dana hat Susannit die System- und Mineralnummer 17.01.03.01. Das entspricht der Klasse der „Carbonate, Nitrate und Borate“ und dort der Abteilung „Zusammengesetzte Carbonate“. Hier findet er sich innerhalb der Unterabteilung „Zusammengesetzte Carbonate mit verschiedenen Formeln“ als einziges Mitglied in einer unbenannten Gruppe mit der Systemnummer 17.01.03.

## Kristallstruktur
Susannit kristallisiert in der Raumgruppe P3 (Raumgruppen-Nr. 143) mit den Gitterparametern a = 9,07 Å und c = 11,57 Å sowie 3 Formeleinheiten pro Elementarzelle.

## Eigenschaften
Unter UV-Licht zeigen manche Susannite eine kräftig zitronengelbe Fluoreszenz.
Auf Holzkohle vor dem Lötrohr erhitzt schwillt Susannit etwas an, färbt sich gelb und reduziert zu Blei. In Salpetersäure löst sich das Mineral brausend unter Abgabe von Kohlendioxid auf. Das zurückbleibende, schlecht lösliche Bleisulfat bildet einen weißen Niederschlag.

## Modifikationen und Varietäten
Die Verbindung Pb4[(OH)2|(CO3)2|SO4] ist trimorph und kommt neben dem trigonal kristallisierenden Susannit in der Natur noch als monoklin kristallisierender Leadhillit und als orthorhombisch kristallisierender Macphersonit vor.

## Bildung und Fundorte

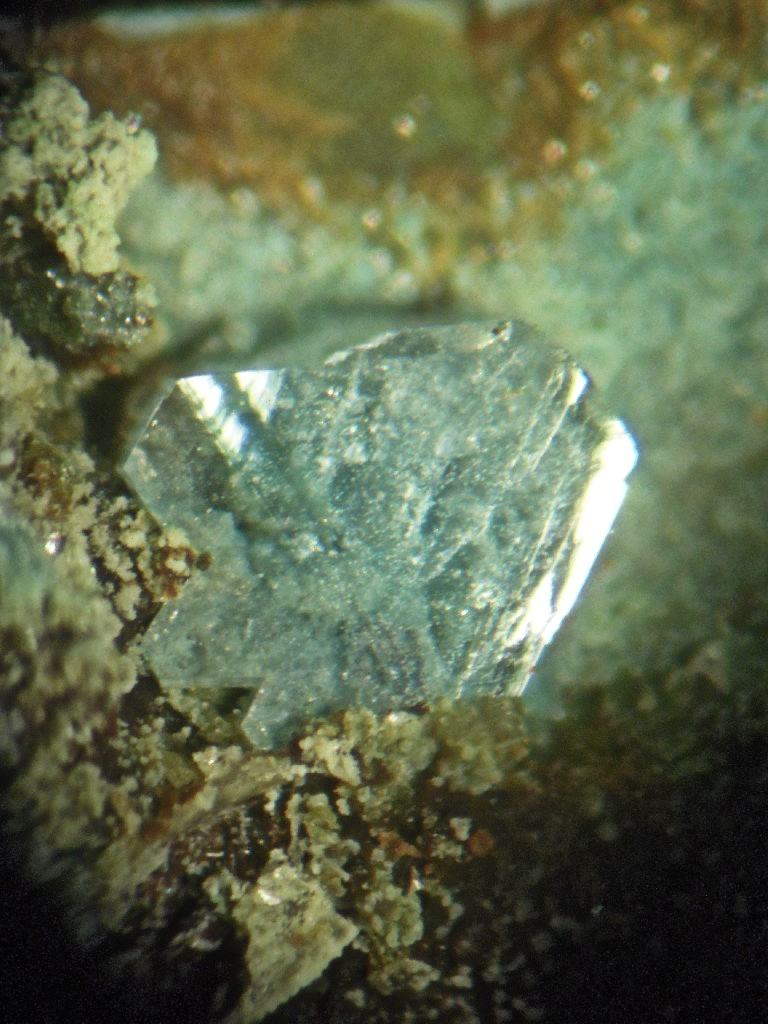
Susannitkristall aus der Lautenthaler Schmelzhütte (Schlackenhalde), Harz, Niedersachsen, Deutschland (Bildgröße: 4 × 4 mm)

Susannit bildet sich als Sekundärmineral in der Oxidationszone von bleihaltigen Lagerstätten bei einer Temperatur von über 80 °C. Begleitminerale sind andere Bleiminerale wie z. B. Caledonit, Cerussit, Lanarkit, Leadhillit und Macphersonit.
Als seltene Mineralbildung konnte Susannit bisher (Stand: 2011) nur an wenigen Fundorten nachgewiesen werden. Als bekannt gelten etwa 100 Fundorte (Stand 2015). Neben seiner Typlokalität „Susanna Mine“ trat das Mineral im Vereinigten Königreich noch in mehreren Minen bei Caldbeck Fells und im Steinbruch bei Whitwell in der englischen Grafschaft Cumbria; in mehreren Minen bei Leadhills und Wanlockhead in Schottland sowie in vielen Minen in der walisischen Region Ceredigion auf.
In Deutschland fand sich Susannit unter anderem im Schwarzwald; auf der Schlackenhalde bei Richelsdorf und in der „Grube Vereinigung“ bei Eisenbach in Hessen; an mehreren Orten im niedersächsischen Harz; in verschiedenen Gruben bzw. auf Schlackenhalden in Nordrhein-Westfalen; an mehreren Orten in Rheinland-Pfalz sowie in der Grube „Heilige Dreifaltigkeit“ bei Zschopau im sächsischen Erzgebirge.
Der einzige bisher bekannte Fundort in Österreich ist Arzberg am Semmering im Hasental nahe der steiermarker Gemeinde Spital am Semmering.
Weitere Fundorte liegen unter anderem in Frankreich, Griechenland, Irland, Italien, Namibia, Rumänien, Russland, Tschechien und die Vereinigten Staaten von Amerika (USA).